# Nowa Wieś Oleska (przystanek kolejowy)
Nowa Wieś Oleska – nieczynny przystanek osobowy w miejscowości Gorzów Śląski, w województwie opolskim, w powiecie oleskim, w gminie Gorzów Śląski, w Polsce.